# أوليفر مورتيمر
أوليفر مورتيمر (بالإنجليزية: Oliver Mortimer)‏ هو سائق سباق بريطاني، ولد في القرن العشرين.